# Кормісош
Кормісош (болг. Кормисош) — хан Болгарії з роду Вокіл. Правив з 753 по 756 рік.
З його володарюванням пов'язаний початок кризи Болгарської держави та тривалі війни із Візантією. Суперечки з останньою почалися з дій імператора Костянтина V щодо укріплення фортець у Фракії біля болгарського кордону. Візантія тоді ще сплачувала болгарам данину, як це повелося з часів хана Тервеля. Кормісош запропонував імператору збільшити розмір данини коштом нових фортець. Костянтин відмовив йому. Кормісош після цього спорядив свій перший похід на Візантію. Це поклало початок подальшим дев'яти походам імператора на саму Болгарію.
Першого разу болгарські війська дійшли до Константинополя, та були розбиті. Це стало закінченням його правління.